# Пересітниця (гміна)
Ґміна Пшисєтніца (пол. Gmina Przysietnica) — колишня (1934—1939 рр.) сільська ґміна Бжозовського повіту Львівського воєводства Польської республіки (1918—1939) рр. Центром ґміни було село Пшисєтніца.

1 серпня 1934 р. було створено ґміну Пшисєтніца у Бжозовському повіті. До неї увійшли сільські громади: Іздебкі, Пшисєтніца, Стара Весь.